# 超級籃球聯賽紀錄
本條目記載台灣的超級籃球聯賽SBL各項紀錄。SBL從2003年底開始創立。
- 第十六季（2018-2019）起，助攻改採FIBA修訂的2018標準，認定較以前寬鬆。[1][2]

## 例行賽

### 比賽
| 項目                   | 球員                             | 時間                                                             | 數據                              |
| ---------------------- | -------------------------------- | ---------------------------------------------------------------- | --------------------------------- |
| 單節最多籃板           | Rashad Jennings                  | 第八季2011年1月12日璞園對裕隆                                    | 12個籃板                          |
| 單節最多三分球命中     | 張智峰                           | 第四季2007年達欣對東風                                           | 7球                               |
| 單節最高得分           | 洋將：Shawn Hawkins 本土：楊哲宜 | 第八季2011年2月13日 第二季2005年3月6日                           | 27分 23分                         |
|                        |                                  |                                                                  |                                   |
| 上半場最多助攻         | 林韋翰                           | 第十六季2018年12月28日                                           | 12次                              |
| 上半場最多抄截         | 劉錚                             | 第十一季2013年12月14日                                           | 6次                               |
|                        |                                  |                                                                  |                                   |
| 單場最多罰球次數       | 李恩·麥克莫羅                    | 第十三季2015年12月18日達欣對璞園 第十三季2016年2月21日裕隆對達欣 | 21次                              |
| 單場最多罰球命中       | Jonathan Sanders                 | 第五季2008年1月6日米迪亞對璞園                                   | 17球                              |
| 單場最多三分球命中     | 張智峰                           | 第四季2007年達欣對東風                                           | 13球                              |
| 單場最多阻攻           | James Tyler                      | 第十二季2015年2月15日台銀對富邦                                  | 13次                              |
| 單場最多助攻           | 林韋翰                           | 第十六季2018年12月28日                                           | 20次                              |
| 單場最多抄截           | Aaron Pettway 劉錚               | 第十一季2014年2月28日金酒對台啤 第十三季2016年1月7日台啤對璞園   | 8次                               |
| 單場最多籃板           | Rashad Jennings                  | 第八季2011年2月13日璞園對台啤                                    | 33個籃板                          |
| 單場最多進攻籃板       | Keith Gayden James Tyler         | 第八季2011年1月16日達欣對台啤 第十二季2015年1月15日台銀對台啤    | 16個進攻籃板                      |
| 單場最高得分           | 洋將：Shawn Hawkins 本土：陳信安 | 第八季2011年2月13日金酒對裕隆 第二季2005年4月16日裕隆對東森      | 63分（正規時間結束已達60分） 52分 |
| 單場最多連續得分無失手 | Garret Siler                     | 第十二季2015年2月13日                                            | 26分                              |
| 單場最多出賽時間       | Reggie Okosa                     | 第十一季2013年12月15日                                           | 54分48秒                          |

### 賽季
| 項目              | 球員                                           | 時間                           | 數據   |
| ----------------- | ---------------------------------------------- | ------------------------------ | ------ |
| 單季最高得分      | Bryan Davis                                    | 第十二季                       | 856分  |
| 單季最多籃板      | Rashad Jennings                                | 第八季                         | 591個  |
| 單季最多進攻籃板  | Darian Townes                                  | 第十二季                       | 220個  |
| 單季最多防守籃板  | Jordan Wayne Tolbert                           | 第十八季                       | 392個  |
| 單季最多助攻      | 林韋翰                                         | 第十六季                       | 299次  |
| 單季最多抄截      | 劉錚                                           | 第十一季                       | 85個   |
| 單季最多阻攻      | Anthony McClain                                | 第十六季                       | 93次   |
| 單季最多失誤      | 彼得·約翰·拉莫斯                               | 第十五季                       | 158次  |
| 單季最多犯規      | 蕭元昶                                         | 第三季                         | 117次  |
| 最高場均得分      | Eugene Phelps                                  | 第十四季                       | 29.3分 |
| 最高場均籃板      | Rashad Jennings                                | 第八季                         | 21.1個 |
| 最高場均助攻      | 林韋翰                                         | 第十六季                       | 8.8次  |
| 最高場均抄截      | 劉錚                                           | 第十一季                       | 2.8次  |
| 最高場均阻攻      | James Tyler                                    | 第十二季                       | 3.3次  |
| 最多30籃板        | Rashad Jennings                                | 第八季                         | 2次    |
| 最多大三元        | Jonathan Sanders Franklin Session              | 第五季、第七季 第十七季        | 3次    |
| 最多double-twenty | Jonathan Sanders Rashad Jennings Eugene Phelps | 第四季、第五季 第八季 第十四季 | 8次    |

### 球員生涯
| 項目                      | 球員                              | 時間 | 數據   |
| ------------------------- | --------------------------------- | --- | ------ |
| 參與最多賽季              | 陳順詳 呂政儒 周士淵 張博勝       | 2003年第一季-2020年第十七季 2004年第二季-2021年第十八季 2003年第一季-2019年第十六季、2023第二十季 2006年第四季-2023年第二十季 | 17季   |
| 最多出賽場次              | 呂政儒                            | 2004年-2021年 | 478場  |
| 最多總得分                | 呂政儒                            | 2004年-2021年 | 5404分 |
| 最多總籃板                | 田壘                              | 2003年-2014年 | 2222個 |
| 最多總進攻籃板            | Quincy Davis                      | 2011年-2015年 2016年-2018年                                                                                                   | 780球  |
| 最多總助攻                | 陳世念                            | 2003年-2014年 2016年-2018年 2020年-2021年                                                                                     | 1344次 |
| 最多總抄截                | 周士淵                            | 2003年-2019年 | 539次  |
| 最多總封阻                | 曾文鼎                            | 2003年-2011年 | 436次  |
| 最多二分球命中            | 蔡文誠                            | 2006年-2019年 | 1328球 |
| 最多三分球命中            | 呂政儒                            | 2004年-2021年 | 961球  |
| 最多罰球命中              | 田壘                              | 2003年-2014年 | 883球  |
| 最多30籃板                | Rashad Jennings                   | 第八季 | 2次    |
| 最多大三元                | Jonathan Sanders                  | 2007年-2010年 | 6次    |
| 最多double-twenty         | Jonathan Sanders                  | 2006年-2010年 | 18次   |
| 最多20-20-5               | Jonathan Sanders                  | 第五季 | 6次    |
| 開季最多連續40得分        | Eugene Phelps                     | 第十四季2016年11月13日-11月17日                                                                                               | 2場    |
| 最多連續40得分            | Eugene Phelps                     | 第十四季2016年11月13日-11月17日                                                                                               | 2場    |
| 最多連續20籃板            | Rashad Jennings                   | 第八季2011年1月8日-1月21日 | 6場    |
| 最多連續大三元            | Jonathan Sanders Franklin Session | 第七季2010年4月10日-11日 第十七季2019年4月15日、19日                                                                          | 2場    |
| 開季最多連續double-twenty | Kevin Johnson                     | 第九季 | 2場    |
| 最多連續double-twenty     | Jonathan Sanders Rashad Jennings  | 第五季2008年2月3日-2月29日 第八季2011年1月8日-1月15日                                                                         | 4場    |

### 教練
| 項目                   | 球員                 | 時間                                                       | 數據  |
| ---------------------- | -------------------- | ---------------------------------------------------------- | ----- |
| 最多總冠軍教練         | 許晉哲               | 第九季至第十二季、第十六季                                 | 5次   |
| 最多勝場數教練         | 閻家驊               | 第一季至第十四季                                           | 225勝 |
| 球隊連續進冠軍賽的教練 | 閻家驊 邱大宗 許晉哲 | 第三季至第六季 第六季至第九季 第九季至第十二季             | 4次   |
| 最多進冠軍賽的教練     | 閻家驊               | 第三季、第四季、第五季、第六季、第八季、第十二季、第十三季 | 7次   |

- 粗體字代表總冠軍

### 球隊
| 項目                                  | 球隊                                                                  | 時間 | 紀錄                                                                      |
| ------------------------------------- | --------------------------------------------------------------------- | --- | ------------------------------------------------------------------------- |
| 單場最多失誤                          | 金酒 達欣 璞園                                                        | 2007年12月21日 2016年12月2日 | 29次                                                                      |
| 兩隊最低得分                          | 台銀&金酒                                                             | 2012年3月18日 | 96分 (49：47)                                                             |
| 最低單節得分                          | 東森 達欣 璞園                                                        | 2005年2月5日 2016年12月17日 2020年12月10日 | 2分                                                                       |
| 最低半場得分                          | 璞園                                                                  | 第十七季2019年12月26日對台啤（上半場） | 13分                                                                      |
| 單場最低得分                          | 璞園                                                                  | 20年12月9日 | 44分                                                                      |
| 半場最多助攻                          | 璞園                                                                  | 2010年3月19日 | 18次                                                                      |
| 單場最低助攻                          | 富邦                                                                  | 2016年12月18日 | 2次（對璞園）                                                             |
| 單場最多籃板                          | 璞園                                                                  | 第八季2011年1月9日 | 63個                                                                      |
| 單場最多抄截                          | 台啤 璞園 台啤                                                        | 2010年2月26日 2010年2月28日 2013年12月14日 | 18次                                                                      |
| 單場最多三分球命中                    | 裕隆                                                                  | 第二季2005年4月16日 | 22球                                                                      |
| 半場三分球最高命中率                  | 璞園                                                                  | 2010年3月19日 | 0.833（12投10中）                                                         |
| 兩隊最高得分                          | 九太&台銀                                                             | 2020年4月12日 | 237分 (124：113 OT2)                                                      |
| 最高單節得分                          | 璞園                                                                  | 2010年4月18日第四節 2022年1月8日第三節 | 41分                                                                      |
| 最高半場得分                          | 達欣                                                                  | 2011年3月11日 | 73分                                                                      |
| 單場最高得分                          | 高雄九太                                                              | 2020年4月12日 | 124分                                                                     |
| 最高半場勝分差                        | 台啤                                                                  | 2021年4月18日 | 39分                                                                      |
| SBL史上最大勝分差                     | 桃園璞園&金酒                                                         | 2019年3月27日 | 45分（97：52）                                                            |
| 例行賽每次都能贏3場以上的最多對戰組合 | 達欣&台銀                                                             | 達欣從第一季至今 | 13次                                                                      |
| 單場落後最多分逆轉                    | 裕隆VS台銀                                                            | 2020年3月29日 | 28分                                                                      |
| 單場最多失誤勝                        | 金酒 達欣                                                             | 2007年12月21日 | 29次                                                                      |
| 單場最少失誤                          | 璞園 台銀                                                             | 2018年1月14日 2018年3月11日 | 3次                                                                       |
| 跨季最多連勝紀錄                      | 台啤                                                                  | 第十七季2020年3月31日－2021年3月6日 | 25連勝                                                                    |
| 最多連勝紀錄                          | 台啤                                                                  | 2020年12月5日－2021年3月6日 | 20連勝                                                                    |
| 最多連敗紀錄                          | 台銀                                                                  | 第四季至第五季2007年2月24日－2008年1月24日 | 28連敗(跨季)                                                              |
| 開季最長連勝                          | 台啤                                                                  | 2020年12月5日－2021年3月6日 | 20連勝                                                                    |
| 開季最長連敗                          | 璞園(新浪時期)                                                        | 2004年12月18日－2005年2月4日 | 13連敗                                                                    |
| 賽季最佳戰績紀錄(勝場數)              | 台啤                                                                  | 第十八季 | 31勝9負                                                                   |
| 賽季最差戰績紀錄(敗場數)              | 璞園(新浪、幼敏時期)                                                  | 第二季、第三季、第十九季 | 3勝27負                                                                   |
| 最多次OT                              | 裕隆&緯來 台啤&達欣                                                   | 第四季2007年5月6日 第十一季2013年12月15日 | 3OT (116：111) 3OT (118：113)                                             |
| 開幕戰最多勝分                        | 富邦&璞園                                                             | 第十六季2015年11月17日 | 23分 (92：69)                                                             |
| 對單一球隊連勝                        | 璞園&台銀 璞園&金酒 璞園&達欣 台啤&台銀 台啤&九太 台啤&璞園 台啤&裕隆 | 2011年2月25日－2016年1月21日 2012年12月2日–2017年1月15日 2018年2月4日– 2020年3月8日－2021年4月1日 2020年3月13日–2021年4月3日 2020年4月5日–2021年3月28日 2020年4月12日–2021年3月6日 | 跨季24連勝 跨季23連勝 對戰7連勝 跨季10連勝 跨季11連勝 跨季9連勝 跨季6連勝 |

### 明星賽
| 項目                   | 球員/球季 | 紀錄                                     |
| ---------------------- | --------- | ---------------------------------------- |
| 明星賽最大比分差       | 第九季    | 27分                                     |
| 明星賽拿到最多MVP      | 羅興樑    | 第一季、第二季                           |
| 明星賽擔任最多次總教練 | 閻家驊    | 第二季、第三季、第四季、第五季、第十三季 |
| 明星賽球員最高得分     | 林郅為    | 55分                                     |

### 年度獎項
| 項目                 | 球員/教練                 | 球季                                                                           | 紀錄 |
| -------------------- | ------------------------- | ------------------------------------------------------------------------------ | ---- |
| 獲得最多最佳總教練   | 許晉哲                    | 第五季、第七季-第十季、第十二季、第十六季                                      | 7次  |
| 獲得最多年度MVP      | 田壘                      | 第一季-第三季                                                                  | 3次  |
| 獲得最多總冠軍MVP    | 曾文鼎 林志傑 蔡文誠      | 第二季-第三季 第四季-第五季 第十季-第十一季                                    | 2次  |
| 獲得最多年度第一隊   | 陳志忠 呂政儒             | 第五季-第九季 第十三季-第十七季                                                | 5次  |
| 獲得最多最佳第六人   | 李啟瑋                    | 第十七季-第十八季                                                              | 2次  |
| 獲得最多最佳防守球員 | 曾文鼎 陳志忠 戴維斯      | 第三季-第四季、第六季-第七季 第五季、第九季-第十一季 第九季-第十一季、第十五季 | 4次  |
| 獲得最多年度進步獎   | 張容軒 煥亞               | 第八季、第十一季 第十四季、第十六季                                            | 2次  |
| 獲得最多年度最佳洋將 |                           |                                                                                |      |
| 獲得最多明星賽MVP    | 羅興樑                    | 第一季-第二季                                                                  | 2次  |
| 獲得最多得分王       | 林志傑 田壘 Shawn Hawkins | 第一季-第二季 第三季-第四季 第七季-第八季                                      | 2次  |
| 獲得最多籃板王       | 田壘 Jonathan Sanders     | 第一季-第三季 第四季-第五季、第七季                                            | 3次  |
| 獲得最多助攻王       | 蘇翊傑                    | 第四季、第九季、第十二季                                                       | 3次  |
| 獲得最多抄截王       | 劉錚                      | 第九季、第十一季、第十三季                                                     | 3次  |
| 獲得最多阻攻王       | 曾文鼎                    | 第一季-第四季、第六季-第七季                                                   | 6次  |

## 隊史紀錄

### 裕隆
| 最長連勝                     | 12連勝：第五季(開季最長)                       |
| 最長連敗                     | 6連敗：第12季(隊史最長)                        |
| 賽季最佳戰績紀錄             | 26勝14敗：第十八季                             |
| 賽季最差戰績紀錄             | 13勝17敗：第十一季                             |
| 單場最高得分                 | 122分：第十七季2020年3月13日對璞園（122：113） |
| 單場最低得分                 | 52分：第八季2011年1月9日對台啤（52：77）       |
| 累計被其他隊橫掃次數         | 台啤1次 璞園1次 富邦1次                        |
| 單一球季從未連敗             | 第3季(例行賽開幕至總冠軍賽結束)                |
| 對單一球隊累計勝場數50勝以上 | 台銀&金酒                                      |
| 對單一球隊累計多次10連勝以上 | 台銀(2次)                                      |
| 半場最高得分                 | 61分                                           |
| 半場最低得分                 | 24分：第十一季2013年12月6日對台灣大，上半場    |
| 單場最多三分命中             | 22記                                           |
| 第一節最低分                 | 10分                                           |
| 開幕戰最多勝分               | 9分：第八季2010年12月25日對達欣（69：60）      |
| 隊史最多勝總教練             | 張學雷：123勝                                  |
| 隊史最高分球員               | 呂政儒，5539分                                 |
| 隊史最多出場數球員           | 呂政儒，456場                                  |

### 台啤
| 最長連勝             | 20連勝：第十八季(2020年12月5日－2021年3月6日)                                            |
| 開季最長連勝         | 20連勝：第十八季(2020年12月5日－2021年3月6日)                                            |
| 跨季最長連勝         | 25連勝：第十七季(2019年4月4日－2021年3月6日)                                             |
| 最長連敗             | 5連敗：第9季、第15季(隊史最長)                                                           |
| 單場最高得分         | 119分：第三季2006年3月13日對璞園（119：115）                                             |
| 賽季最佳戰績紀錄     | 31勝9敗：第十八季(聯盟紀錄)                                                              |
| 賽季最差戰績紀錄     | 8勝22敗：第十季                                                                          |
| 單一球隊最長連敗     | 9連敗：對璞園(2012年11月25日－2014年2月11日) 4連敗：對達欣(2018年1月6日－2018年11月18日) |
| 單一球隊跨季最長連勝 | 11連勝：對金酒(2015年12月3日－2017年12月30日)                                            |
| 累計被其他隊橫掃次數 | 裕隆1次 璞園2次                                                                          |
| 最高得分             | 119分：第三季（台啤119：115台銀）                                                        |
| 最多三分命中         |                                                                                          |
| 半場最低得分         | 16分 第九季 3月30日對金酒                                                                |
| 單場最低得分         | 47分：第九季 3月30日對金酒（47：55）                                                     |
| 單節最低得分         | 6分：第十五季 對達欣 2018年1月21日(第三節)                                               |
| 單節最多失誤         | 8次：第十五季 對台銀 2017年12月24日                                                      |
| 隊史最多勝總教練     | 閻家驊：225勝                                                                            |
| 隊史最高分球員       | 林志傑，3600分                                                                           |
| 隊史最多出場數球員   | 陳世念，276場                                                                            |

### 達欣
| 最長連勝             | 8連勝：第六季2009年4月5日至2009年4月26日止                                                                 |
| 最長連敗             | 7連敗：第十二季2014年12月28日至2015年1月16日止                                                             |
| 賽季最佳戰績紀錄     | 23勝7敗：第六季                                                                                            |
| 賽季最差戰績紀錄     | 10勝20敗：第十二季                                                                                         |
| 單一球隊最長連勝     | 14連勝：對璞園(新浪時期2004年12月26日－東風時期2007年3月18日) 9連勝：對金酒(2015年1月16日–2016年12月29日)  |
| 單一球隊最長連敗     | 8連敗：對富邦(台灣大時期2014年1月12日－富邦時期2015年12月13日) 7連敗：對金酒(2017年2月11日–2018年12月22日) |
| 單一球隊從未連敗     | 對台銀(從第一季至第十六季)                                                                                 |
| 累計被其他隊橫掃次數 | 金酒1次 富邦1次 璞園1次                                                                                    |
| 半場最高得分         | 73分：第八季                                                                                               |
| 單場最高得分         | 115分：第八季（達欣115：85金酒）                                                                           |
| 單場最低得分         | 54分：第五季（台灣大78：54達欣）                                                                           |
| 最多三分命中         | |
| 單場最少失誤         | 4次 |
| 單節最低得分         | 2分：第十四季(2016年12月17日 第一節)                                                                       |
| 隊史最多勝總教練     | 邱大宗：127勝                                                                                              |
| 隊史最高分球員       | 田壘，4883分                                                                                               |
| 隊史最多出場數球員   | 林宜輝，351場                                                                                              |

### 璞園
| 最長連勝                     | 15連勝：第十季(璞園時期)                                                                  |
| 最長連敗                     | 14連敗(跨季)：第1季至第2季(新浪時期) 2004年4月4日至2005年2月4日                           |
| 賽季最佳戰績紀錄             | 26勝4敗：第十季（隊史紀錄）                                                               |
| 賽季最差戰績紀錄             | 3勝27敗：第二季、第三季、第十九季（聯盟紀錄）                                             |
| 單一球季從未連敗             | 第十一季(例行賽開幕至總冠軍賽結束)                                                        |
| 對單一球隊累計勝場數50勝以上 | 台銀                                                                                      |
| 單一球隊最長連勝             | 24連勝：對台銀(2011年2月25日－2016年1月21日) 23連勝：對金酒(2012年12月2日－2017年1月15日) |
| 單一球隊最長連敗             | 14連敗：對達欣(新浪時期2004年12月26日－東風時期2007年3月18日)                             |
| 累計被其他隊橫掃次數         | 金酒2次 富邦1次 達欣2次 裕隆2次 台啤2次                                                   |
| 最高得分                     | 114分：第五季                                                                             |
| 最低半場得分                 | 13分：第十七季                                                                            |
| 最多三分命中                 |                                                                                           |
| 單場最少失誤                 | 3次：第十五季(與台銀並列聯盟紀錄)；2018年1月14日                                          |
| 隊史最多勝總教練             | 許晉哲：160勝                                                                             |
| 單場最低得分                 | 44分：第十八季                                                                            |
| 單節最高得分                 | 41分：第七季(第四節)                                                                      |
| 單節最低得分                 | 3分：第十三季(2016年2月25日 第二節)                                                       |
| 開幕戰最多勝分               | 12分：第十二季2014年11月22日對富邦（75：63）                                              |
| 單場最多籃板                 | 63個                                                                                      |
| 隊史最高分球員               | 洋將：戴維斯，2686分 本土：簡嘉宏，2595分(含幼敏電銷與東風老鷹時期)                       |
| 隊史最多出場數球員           | 陳世 ，370場(含新浪獅、幼敏電銷、東風老鷹時期)                                            |

### 富邦
| 最長連勝                     | 10連勝：（2019年3月3日－)                             |
| 最長連敗                     | 7連敗：第五季(台彎大時期)；(2008年1月13日－2月16日止) |
| 賽季最佳戰績紀錄             | 24勝12敗：第十六季                                    |
| 賽季最差戰績紀錄             | 9勝21敗：第五季、第六季                               |
| 最高得分                     | 120分：第十季                                         |
| 最低得分                     | 48分：第八季2011年2月20日                             |
| 半場最低得分                 | 23分：第八季2011年2月20日，下半場                     |
| 單節最低得分                 | 7分：第十一季2013年12月6日，第一節                    |
| 對單一球隊累計勝場數50勝以上 | 台銀                                                  |
| 累計被其他隊橫掃次數         | 達欣1次 裕隆2次 金酒1次                               |
| 最多三分命中                 |                                                       |
| 單場最低失分                 | 47分：第五季                                          |
| 單場最少失誤次數             | 5次：第七季                                           |
| 隊史最多勝總教練             | 鄭志龍：65勝                                          |
| 隊史最高分球員               | 吳永仁，2107分(含緯來獵人與台灣大時期)                |
| 隊史最多出場數球員           | 吳永仁，270場(含緯來獵人與台灣大時期)                 |

### 九太
| 最長連勝              | 7連勝：第十六季(2018年12月1日－12月22日)                                                                                              |
| 最長連敗              | 18連敗(跨季)：第十三季至第十四季(2016年1月10日－2016年11月24日)                                                                       |
| 賽季最佳戰績紀錄      | 19勝11敗：第五季 |
| 賽季最差戰績紀錄      | 4勝26敗：第十三季 |
| 單一球隊最長連勝      | 11連勝：對台銀(東森時期2007年1月26日－金酒時期2009年2月15日)                                                                          |
| 單一球隊最長連敗      | 23連敗 :對璞園(2012年12月2日－2017年1月15日) 9連敗：對達欣(2015年1月16日–2016年12月29日) 8連敗：對台啤(2015年12月3日－2017年12月30日) |
| 累計被其他隊橫掃次數  | 達欣2次 裕隆4次 璞園4次 台銀1次 台啤2次                                                                                               |
| 最高得分              | 124分：第十七季 |
| 最低得分              | 47分：第十季(2012年3月18日) |
| 最多三分命中          | |
| 單節最低得分          | 2分：第二季(東森時期，第四節) |
| 單節低於5分情況下贏球 | 4分：第九季2012年1月8日(第三節)對台啤                                                                                                 |
| 隊史最多勝總教練      | 羅天金：46勝 |
| 隊史最高分球員        | 陳靖寰，2417分(含東森羚羊與米迪亞精靈時期)                                                                                            |
| 隊史最多出場數球員    | 陳靖寰，236場(含東森羚羊與米迪亞精靈時期)                                                                                             |

### 台銀
| 最高得分                       | 115分：第三季                                                       |
| 最低得分                       | 49分：第九季                                                        |
| 賽季最佳戰績紀錄               | 23勝8敗：第十九季                                                   |
| 賽季最差戰績紀錄               | 4勝26敗：第四季、第七季                                             |
| 最長連勝                       | 8連勝（第十九季，2022年1月1日～1月22日）                            |
| 最長連敗                       | 28連敗(跨季)：第四季至第五季(2007年2月24日-2008年1月24日)           |
| 單一球隊最長連勝               | 10連勝：對璞園(2023年2月25日－2024年3月8日)                         |
| 單一球隊最長連敗               | 24連敗：對璞園(2011年2月25日－2016年1月21日)                        |
| 單一球隊從未連勝               | 對達欣(從第一季至第十六季)                                          |
| 累計被其他隊橫掃次數           | 金酒1次 富邦4次 達欣2次 裕隆5次 台啤3次 璞園7次                     |
| 賽季對戰單一球隊最大勝分差紀錄 | 30分：對富邦（2018年1月13日）                                       |
| 最多三分命中                   | 8記：（2016年1月8日--第一節對台啤） （2017年2月12日--第一節對富邦） |
| 單節最高分                     | 41分：第十九季2022年1月8日對璞園                                    |
| 單節最低得分                   | 3分：第十一季(2013年12月27日 第三節)                                |
| 單節最多抄截                   | 17次：第十七季：2020年1月9日                                        |
| 單節最少失誤                   | 3次：第十五季(與璞園並列聯盟紀錄)：2018年3月11日                    |
| 單節最多失誤                   |                                                                     |
| 隊史最多勝總教練               | 韋陳明：68勝 陳國維：68勝                                           |
| 隊史最高分球員                 | 陳順詳，4315分                                                      |
| 隊史最多出場數球員             | 張博勝，394場                                                       |

### 柏力力
| 最高得分                       | 0分：                                       |
| 最低得分                       | 0分：                                       |
| 賽季最佳戰績紀錄               | 0勝0敗：                                    |
| 賽季最差戰績紀錄               | 11勝19敗：                                  |
| 最長連勝                       | 2連勝：第二十季                             |
| 最長連敗                       | 7連敗：第二十一季(2024年1月20日－3月4日)    |
| 單一球隊最長連敗               | 10連敗：對台銀(2023年2月25日－2024年3月8日) |
| 單一球隊從未連勝               |                                             |
| 累計被其他隊橫掃次數           |                                             |
| 賽季對戰單一球隊最大勝分差紀錄 | 0分：                                       |
| 最多三分命中                   | 記：                                        |
| 單節最高分                     | 0分：                                       |
| 單節最低得分                   | 0分：                                       |
| 單節最多抄截                   | 0次：                                       |
| 單節最少失誤                   | 0次：                                       |
| 單節最多失誤                   |                                             |
| 隊史最多勝總教練               | [[]]：0勝                                   |
| 隊史最高分球員                 | [[]]，0分                                   |
| 隊史最多出場數球員             | [[]]，0場                                   |

## 季後賽

### 球員
| 項目               | 球員         | 時間                                      | 數據   |
| ------------------ | ------------ | ----------------------------------------- | ------ |
| 生涯最多出賽場次   | 陳子威       | 至第十四季為止                            | 121場  |
| 生涯最多總得分     | 田壘         | 至第十一季為止                            | 1640分 |
| 生涯最多總籃板     | 田壘         | 至第十一季為止                            | 746個  |
| 生涯最多進攻籃板   | Quincy Davis | 至第十五季為止                            | 272個  |
| 生涯最多防守籃板   | 田壘         | 至第十一季為止                            | 586個  |
| 生涯最多總助攻     | 陳世念       | 至第十八季為止                            | 254次  |
| 生涯最多總抄截     | 蔡文誠       | 至第十六季為止                            | 118次  |
| 生涯最多總阻攻     | 曾文鼎       | 至第七季為止                              | 114個  |
| 單節最多三分球     | 周士淵       | 第十季2013年3月24日準決賽裕隆對璞園第三節 | 5球    |
| 單場最高得分       | 田壘         | 第二季2005年5月5日準決賽達欣對緯來        | 47分   |
| 冠軍賽單場最高得分 | Marcus Keene | 第十七季2020年4月28日裕隆對台啤           | 46分   |

### 球隊
| 項目                     | 球隊                              | 時間 | 數據                                        |
| ------------------------ | --------------------------------- | --- | ------------------------------------------- |
| 單節最多失誤             | 台灣啤酒                          | 第十四季首輪第一場 | 10次                                        |
| 單場最長時間             | 臺灣銀行 裕隆恐龍                 | 第三季準決賽第四場 | 55分鐘(3OT)                                 |
| 單場最低得分             | 裕隆納智捷                        | 第九季準決賽第一場 | 47分                                        |
| 單場最高得分             | 達欣工程/台北達欣 裕隆恐龍        | 第三季季軍賽第一場 第四季準決賽第三場                                                                                                | 111分                                       |
| 單場最低失誤             | 達欣工程/台北達欣 璞園建築        | 第七季冠軍賽第四場 第十三季冠軍賽第五場                                                                                              | 4次                                         |
| 半場最低得分             | 璞園建築                          | 第十一季準決賽第二場(上半場) | 16分                                        |
| 兩隊半場加起來得分       | 桃園璞園vs金門酒廠                | 第十五季準決賽第二場(上半場) | 21：19（50分）                              |
| 單場最大比分勝           | 台灣啤酒 金門酒廠                 | 第十五季首輪第三場 | 94:60 (34分) 金酒勝                         |
| 對戰組合最長連勝與連敗   | 金門酒廠 台灣啤酒                 | 第五季準決賽第一場至 第十五季首輪第三場                                                                                              | 金酒8連敗(含米迪亞時期) 台啤8連勝           |
| 連續球季進季後賽         | 璞園建築                          | 第五季第十七季 | 13季                                        |
| 老四傳奇晉級冠軍賽的球隊 | 達欣工程/台北達欣                 | 第四季 | 準決賽3：2 勝 裕隆恐龍                      |
| 老五傳奇晉級冠軍賽的球隊 | 富邦勇士                          | 第十五季 | 複賽3：2 勝 台北達欣 準決賽4：0 勝 新北裕隆 |
| 季後賽累計最多勝的球隊   | 台灣啤酒                          | 第二季至第九季 第十一季至今 | 72勝                                        |
| 季後賽累計最少勝的球隊   | 臺灣銀行                          | 第3季、第12季、第13季、第18季 | 2勝                                         |
| 季後賽最高連勝的球隊     | 裕隆納智捷                        | 第一季至第三季 | 跨季11連勝                                  |
| 季後賽最高連敗的球隊     | 臺灣銀行                          | 第三季至第十三季 | 跨季10連敗                                  |
| 季後賽第7戰對戰成績      | 達欣工程/台北達欣 台灣啤酒 台灣大 | 第六季冠軍賽(達欣VS台啤) 第九季準決賽(達欣VS台啤) 第十季準決賽(達欣VS台灣大) 第十一季準決賽(台灣大VS台啤) 第十二季冠軍賽(璞園VS台啤) | 達欣從未在第7戰輸過 台啤從未在第7戰贏過     |

## 冠軍賽

### 球隊
| 項目             | 球隊                                          | 時間                                                           | 數據                 |
| ---------------- | --------------------------------------------- | -------------------------------------------------------------- | -------------------- |
| 單場最長時間     |                                               |                                                                |                      |
| 單場最低得分     | 台灣大                                        | 第十一季冠軍賽第一場                                           | 52分                 |
| 單場最高得分     | 台灣啤酒                                      | 第十七季冠軍賽第六場                                           | 117分                |
| 單場最低失誤     | 台灣啤酒                                      | 第十七季冠軍賽第五場                                           | 3次                  |
| 單場最大比分勝   | 臺灣啤酒 裕隆恐龍                             | 第十七季冠軍賽第六場                                           | 117:78 (39分) 台啤勝 |
| 半場最低得分     |                                               |                                                                |                      |
| 半場最高得分     |                                               |                                                                |                      |
| 連續球季進冠軍賽 | 達欣工程／台北達欣 新浪獅／璞園建築／台中璞園 | 第六季至第十季 第九季至第十三季                                | 5季                  |
| 進冠軍賽次數最多 | 台灣啤酒                                      | 第三季至第六季、第八季、第十二季至第十三季、第十六季至第十八季 | 10次                 |
| SBL冠軍最多      | 台灣啤酒                                      | 2007年至2008年、2011年、2016年、2020年至2021年                 | 6次                  |
| SBL冠軍連霸最多  | 璞園建築／台中璞園                            | 2012年至2015年                                                 | 4次                  |
| 冠軍賽最高連勝   | 裕隆恐龍/裕隆納智捷/新北裕隆                  | 第一季至第三季                                                 | 跨季8連勝            |

## 特殊

### 大三元
1. 第二季2005年1月9日，達欣對上新浪，王志群：19分、11籃板（3進攻籃板）、13助攻，另帶有3抄截[3]（達欣102：89新浪）
2. 第五季2007年12月23日，米迪亞對上台啤，Sanders：17分、16籃板（3進攻籃板）、17助攻，另帶有2抄截[4]（米迪亞94：81台啤）
3. 第五季2008年2月2日，米迪亞對上璞園，Sanders：27分、14籃板（7進攻籃板）、11助攻，另帶有1抄截、1阻攻（璞園108：107米迪亞）
4. 第五季2008年3月8日，米迪亞對上達欣，Sanders：33分、10籃板（1進攻籃板）、12助攻，另帶有1抄截、2阻攻（米迪亞106：98達欣）
5. 第七季2010年1月16日，璞園對上台銀，Sanders：17分、15籃板（2進攻籃板）、10助攻，另帶有5抄截、3阻攻，FG八投六中[5]（璞園86：81台銀）
6. 第七季2010年1月17日，達欣對上台銀，田壘：18分、14籃板（3進攻籃板）、11助攻，另帶有3阻攻[6]（達欣83：65台銀）
7. 第七季2010年4月10日，璞園對上達欣，Sanders：16分、14籃板（1進攻籃板）、10助攻，另帶有2阻攻[7]（璞園102：82達欣）
8. 第七季2010年4月11日，璞園對上台銀，Sanders：14分、12籃板（3進攻籃板）、12助攻，另帶有1抄截、2阻攻[8]（璞園100：78台銀）
9. 第八季2011年1月15日，裕隆對上達欣，曾文鼎：10分、10籃板（5進攻籃板）、10助攻，另帶有1阻攻。[9]（達欣100：72裕隆）
10. 第十二季2014年2月15日，台銀對上富邦，James Taylor：22分、19籃板（12進攻籃板）、13火鍋，另有3助攻。[10]（台銀83：74富邦）
11. 第十四季2016年12月29日，金酒對上達欣，Eugene Phelps（英语：Eugene Phelps）：26分、16籃板（2進攻籃板）、10助攻，另有2抄截、4阻攻。[11]（金酒89：70達欣）
12. 第十五季2018年3月1日，達欣對上台啤，蘇翊傑：21分、10籃板（2進攻籃板）、10助攻，另有1抄截、三分球三投三中。[12]（達欣93：90台啤）
13. 第十六季2019年3月8日，達欣對上台銀，O·J·梅奧：24分、13籃板（1進攻籃板）、10助攻。[12]（達欣101：83台銀）
14. 第十六季2019年4月3日，裕隆對上金酒，林韋翰：12分、10籃板（1進攻籃板）、11助攻。[13]（裕隆84：78金酒）
15. 第十七季2019年12月15日，九太對上台銀，F. Session（英语：Franklin Session）：32分、11籃板（6進攻籃板）、10助攻，另有4抄截。（台銀92：86九太）
16. 第十七季2019年12月19日，九太對上台啤，F. Session（英语：Franklin Session）：13分、20籃板（4進攻籃板）、13助攻。（台啤88：77九太）
17. 第十七季2020年3月13日，九太對上台啤，F. Session（英语：Franklin Session）：33分、13籃板（4進攻籃板）、10助攻，另有5抄截。（台啤92：82九太）
18. 第十八季2021年3月10日，台銀對上裕隆，Zak Irvin：15分、10籃板（2進攻籃板）、10助攻，另有1抄截、1阻攻。（台銀90：74裕隆）
19. 第十八季2021年4月11日，璞園對上裕隆，Jordan Wayne Tolbert：21分、14籃板（6進攻籃板）、11助攻，另有5抄截、1阻攻。（璞園82：78裕隆）
20. 第十九季2022年1月6日，台銀對上台啤，Zak Irvin：16分、17籃板（4進攻籃板）、10助攻，另有3抄截、1阻攻。（台銀75：64台啤）

### 另類大三元
1. 第八季2011年4月9日，達欣VS台啤，A. Foyle：27分、13籃板、10失誤，還有2抄截。（達欣75：80台啤）
2. 第十季2011年1月18日，台銀VS達欣，J. Taylor：12分、14籃板、10失誤，還有3抄截、3阻攻。（台銀63：73達欣）
3. 第十季2011年3月24日，裕隆VS璞園，H. Lamizana：11分、13籃板、12失誤，還有2抄截、4阻攻。（裕隆73：85璞園）
4. 第十二季2015年3月8日，金酒VS台啤，B. Davis：29分、17籃板、11失誤，還有2抄截、1助攻。（金酒68：77台啤）
5. 第十五季2018年3月3日，金酒VS璞園，P.J. Ramos：18分、18籃板、10失誤，還有1抄截、6助攻、1阻攻。（金酒79：86璞園）

### Double-Thirty
- 第十五季2018年3月11日，達欣對上台銀，Sim Bhullar：36分30籃板

### 其他
- 張學雷是SBL首位外籍教練(第二季成為裕隆恐龍的教練、第五季至第十一季成為裕隆納智捷→新北市裕隆納智捷的總教練)。
- 蔡文誠沒有HBL甲組、UBA甲一資歷，卻拿下Final MVP(以及例行賽MVP)，為史上第一人，也是目前唯一一人。
- 在球員時代&擔任球隊總教練都經歷過SBL總冠軍賽 許智超(第十季達成)、魏永泰(第十四季達成)

## 外部連結
- 籃協SBL官網（內可查詢第一季至今的boxscore）
- 在搜尋引擎用關鍵字尋找各項紀錄的相關新聞
- Yahoo!奇摩SBL專區 （页面存档备份，存于）
- 亞洲籃球網SBL頁面 （页面存档备份，存于）